# Highjack
Highjack è un singolo del rapper statunitense ASAP Rocky, pubblicato il 2 agosto 2024 come primo estratto dal suo quarto album in studio Don't Be Dumb.
Il brano vede la partecipazione della cantante statunitense Jessica Pratt ed è stato prodotto da Greg Kurstin, Jordan Patrick, Zach Fogarty, Hitkidd e Car!ton. Contiene anche vocali di sottofondo di Jon Batiste, che canta durante l'outro di Pratt, e di Creed B Good.

## Antefatti
Durante un'intervista con Zane Lowe ad agosto 2024, ASAP Rocky ha parlato delle sue ispirazioni per la creazione del brano e della scelta di Jessica Pratt come collaboratrice, affermando:
Esprimendosi invece sul tema del brano, Rocky ha affermato:

## Descrizione
La produzione è composta da "tastiere fluttuanti" con "drum strette e scattanti" ed è stata descritta come "un boom bap solare e spettrale". Lo stile di Rocky nel brano è stato paragonato a quello che il rapper utilizzava nei primi anni della sua carriera, con una "fusione di rap melodico e sfondi sonori dinamici". Per quanto riguarda i testi, Rocky si esprime su alcuni eventi recenti della sua vita. In diverse occasioni ripete alla fine della barra l'espressione "like that", possibilmente riferendosi all'omonimo brano di Future, Metro Boomin e Kendrick Lamar, portando a speculazioni che il rapper stesse dissando Drake, a causa anche di altre barre contenute nella traccia, fra cui "Don't compare that pussy boy to me (I don't like that)" ("Non paragonare quella fighetta a me (non mi piace)") e "Niggas fuck around and stole the flow and y'all like that?" ("Questi negri fanno cazzate e rubano i flow e a voi piace?). Successivamente nel brano, Rocky parla della sua influenza nel rap, riferendosi al suo singolo di debutto Peso e affermando che sia proprio grazie al quel brano che i rapper si siano appassionati a Raf Simons. La strofa del rapper termina con menzioni di pressioni nella sua vita, tra cui persone che "vogliono" sua moglie Rihanna e i suoi problemi legali; Jessica Pratt chiude il brano con l'outro, che canta presumibilmente dal punto di vista di ASAP Rocky, affermando: "Been gone too long, I'm back to stay" ("Sono stato via per troppo tempo, sono tornato per restare").

## Video musicale
Il video musicale del brano, reso disponibile sul canale YouTube di ASAP Rocky il 21 agosto 2024, è stato diretto da AWGE e Thibaut Grevet e prodotto da DIVISION ed è filmato interamente in bianco e nero. Il video presenta "clip di ombre danzanti trippy, ASAP Rocky che rappa dalla cima di edifici e scene che capovolgono la prospettiva in ogni momento" ed è stato descritto come "un mix di Vincent di Tim Burton e Eraserhead di David Lynch".

## Classifiche
| Classifiche (2024) | Posizione massima |
| ------------------ | ----------------- |
| Stati Uniti        | 89                |